# Llista de topònims de Fontanilles
Llista de topònims (noms propis de lloc) del municipi de Fontanilles, al Baix Empordà
Informació actualitzada per un bot. Els canvis manuals es perdran quan s'actualitzi!

## carrer
| imatge | Nom            | Ubicat a    | instància de | Detalls                                 | coordenades                                                                        | Protecció                                  | Commons (més fotos)     | Dades a WD                    |
| ------ | -------------- | ----------- | ------------ | --------------------------------------- | ---------------------------------------------------------------------------------- | ------------------------------------------ | ----------------------- | ----------------------------- |
|        | Carrer Major   | Fontanilles | carrer       | Estil: arquitectura gòtica              | 42° 01′ 08″ N, 3° 05′ 14″ E / 42.018804°N,3.087296°E                               | bé integrant del patrimoni cultural català |                         | Modifica les dades a Wikidata |
|        | carrer del Mar | Fontanilles | carrer       | Estil: arquitectura gòtica 16th century | 42° 01′ 07″ N, 3° 05′ 17″ E / 42.018578°N,3.087996°E ca:C. del Mar, Llabià 51 msnm | bé integrant del patrimoni cultural català | Carrer del Mar (Llabià) | Modifica les dades a Wikidata |

## casa
| imatge | Nom          | Ubicat a    | instància de | Detalls                                 | coordenades                                                                                           | Protecció                                  | Commons (més fotos)        | Dades a WD                    |
| ------ | ------------ | ----------- | ------------ | --------------------------------------- | --- | ------------------------------------------ | -------------------------- | ----------------------------- |
|        | Can Bech     | Fontanilles | casa         | Estil: arquitectura popular             | 42° 00′ 40″ N, 3° 06′ 29″ E / 42.011184°N,3.107979°E                                                  | bé integrant del patrimoni cultural català |                            | Modifica les dades a Wikidata |
|        | Can Pascal   | Fontanilles | casa         | Estil: arquitectura popular             | 42° 00′ 41″ N, 3° 06′ 24″ E / 42.011487°N,3.106736°E                                                  | bé integrant del patrimoni cultural català |                            | Modifica les dades a Wikidata |
|        | Can Pau      | Fontanilles | casa         | Estil: arquitectura gòtica              | 42° 01′ 05″ N, 3° 05′ 18″ E / 42.018091°N,3.088382°E                                                  | bé integrant del patrimoni cultural català |                            | Modifica les dades a Wikidata |
|        | Can Ribot    | Fontanilles | casa         | Estil: arquitectura popular             | 42° 00′ 32″ N, 3° 06′ 29″ E / 42.008928°N,3.108024°E                                                  | bé integrant del patrimoni cultural català |                            | Modifica les dades a Wikidata |
|        | Can Vicenç   | Fontanilles | casa         | Estil: arquitectura gòtica 16th century | 42° 01′ 05″ N, 3° 05′ 16″ E / 42.018042°N,3.087742°E ca:C. Major, 12 - c. de l'Estany, Llabià 54 msnm | bé integrant del patrimoni cultural català | Can Vicens (Llabià)        | Modifica les dades a Wikidata |
|        | ca l'Alamany | Fontanilles | casa         | Estil: arquitectura gòtica 17th century | 42° 00′ 43″ N, 3° 06′ 27″ E / 42.011852°N,3.107401°E ca:carrer de l'església 27 msnm                  | bé integrant del patrimoni cultural català | Ca l'Alamany (Fontanilles) | Modifica les dades a Wikidata |
|        | el Castellot | Fontanilles | casa         |                                         | 42° 00′ 33″ N, 3° 06′ 27″ E / 42.009166666667°N,3.1075°E ca:Carrer Castell, 3                         | bé integrant del patrimoni cultural català |                            | Modifica les dades a Wikidata |

## curs d'aigua
| imatge | Nom  | Ubicat a                                  | instància de               | Detalls                                                 | coordenades                                                                                               | Protecció | Commons (més fotos) | Dades a WD                    |
| ------ | ---- | ----------------------------------------- | -------------------------- | ------------------------------------------------------- | --- | --------- | ------------------- | ----------------------------- |
|        | Daró | Baix Empordà                              | curs d'aigua riu           | Desemboca: Ter Llarg: 43km Conca: 319.8km²              | 41° 53′ 09″ N, 2° 58′ 22″ E / 41.885791°N,2.972687°E 42° 02′ 15″ N, 3° 07′ 05″ E / 42.037622°N,3.118117°E |           | Daró                | Modifica les dades a Wikidata |
|        | Ter  | Ripollès Osona Selva Gironès Baix Empordà | curs d'aigua riu principal | Desemboca: mar Mediterrània Llarg: 208km Conca: 3010km² | 42° 25′ 40″ N, 2° 15′ 24″ E / 42.427778°N,2.256667°E 42° 01′ 24″ N, 3° 11′ 31″ E / 42.02347°N,3.19187°E   |           | Ter River           | Modifica les dades a Wikidata |

## edifici
| imatge | Nom                        | Ubicat a    | instància de | Detalls                                  | coordenades                                                                     | Protecció                                  | Commons (més fotos)   | Dades a WD                    |
| ------ | -------------------------- | ----------- | ------------ | ---------------------------------------- | ------------------------------------------------------------------------------- | ------------------------------------------ | --------------------- | ----------------------------- |
|        | Molí de vent i d'aigua     | Fontanilles | edifici      | Estil: arquitectura popular              |                                                                                 | bé integrant del patrimoni cultural català |                       | Modifica les dades a Wikidata |
|        | escoles                    | Fontanilles | edifici      | Estil: arquitectura popular 19th century | 42° 00′ 42″ N, 3° 06′ 28″ E / 42.011563°N,3.10766°E ca:C. de l'Església 27 msnm | bé integrant del patrimoni cultural català | Escoles (Fontanilles) | Modifica les dades a Wikidata |
|        | la Resclosa de Fontanilles | Fontanilles | edifici      |                                          | 42° 00′ 37″ N, 3° 06′ 26″ E / 42.010284°N,3.107356°E                            | bé integrant del patrimoni cultural català |                       | Modifica les dades a Wikidata |

## entitat singular de població
| imatge | Nom         | Ubicat a    | instància de                                                                   | Detalls | coordenades                                                      | Protecció | Commons (més fotos) | Dades a WD                    |
| ------ | ----------- | ----------- | ------------------------------------------------------------------------------ | ------- | ---------------------------------------------------------------- | --------- | ------------------- | ----------------------------- |
|        | Fontanilles | Fontanilles | entitat singular de població ens local històric de Catalunya capital municipal | 103 hab | 42° 00′ 41″ N, 3° 06′ 27″ E / 42.011327°N,3.107638°E 19 msnm     |           |                     | Modifica les dades a Wikidata |
|        | Llabià      | Fontanilles | entitat singular de població ens local històric de Catalunya                   | 65 hab  | 42° 01′ 06″ N, 3° 05′ 16″ E / 42.01830833°N,3.08784444°E 50 msnm |           | Llabià              | Modifica les dades a Wikidata |

## església
| imatge | Nom                       | Ubicat a    | instància de | Detalls                      | coordenades                                                                         | Protecció                                  | Commons (més fotos)                   | Dades a WD                    |
| ------ | ------------------------- | ----------- | ------------ | ---------------------------- | ----------------------------------------------------------------------------------- | ------------------------------------------ | ------------------------------------- | ----------------------------- |
|        | Sant Martí de Fontanilles | Fontanilles | església     | Estil: arquitectura romànica | 42° 00′ 43″ N, 3° 06′ 27″ E / 42.0119129°N,3.1075598°E                              | bé integrant del patrimoni cultural català | Esglesia de Sant Martí de Fontanilles | Modifica les dades a Wikidata |
|        | Sant Romà de Llabià       | Fontanilles | església     | Estil: arquitectura romànica | 42° 01′ 06″ N, 3° 05′ 17″ E / 42.018262°N,3.088097°E ca:Llabià. Plaça de l'Església | bé integrant del patrimoni cultural català | Sant Romà de Llabià                   | Modifica les dades a Wikidata |

## masia
| imatge | Nom                      | Ubicat a    | instància de     | Detalls                                  | coordenades                                                                                             | Protecció                                  | Commons (més fotos)       | Dades a WD                    |
| ------ | ------------------------ | ----------- | ---------------- | ---------------------------------------- | --- | ------------------------------------------ | ------------------------- | ----------------------------- |
|        | Cal Santpare             | Fontanilles | masia            | Estil: arquitectura popular              | 42° 00′ 39″ N, 3° 07′ 00″ E / 42.010901°N,3.116572°E                                                    | bé integrant del patrimoni cultural català |                           | Modifica les dades a Wikidata |
|        | Can Bonet                | Fontanilles | masia            |                                          | 42° 00′ 18″ N, 3° 08′ 04″ E / 42.0050801270234°N,3.13439029082643°E                                     |                                            |                           | Modifica les dades a Wikidata |
|        | Can Bordeta              | Fontanilles | masia            | Estil: arquitectura popular 19th century | 42° 00′ 33″ N, 3° 06′ 30″ E / 42.009054°N,3.108247°E ca:C. de la Processó 13 msnm                       | bé integrant del patrimoni cultural català | Can Bordeta               | Modifica les dades a Wikidata |
|        | Can Gadilla              | Fontanilles | masia            |                                          | 42° 01′ 27″ N, 3° 05′ 14″ E / 42.0241836117471°N,3.08735749199818°E                                     |                                            |                           | Modifica les dades a Wikidata |
|        | Mas Blanc                | Fontanilles | masia            | Estil: arquitectura popular 18th century | 42° 00′ 33″ N, 3° 06′ 25″ E / 42.009173°N,3.106895°E ca:C. Castell, 1 24 msnm                           | bé integrant del patrimoni cultural català | Mas Blanc (Fontanilles)   | Modifica les dades a Wikidata |
|        | Mas Carles               | Fontanilles | masia            | Estil: arquitectura popular              | 42° 00′ 01″ N, 3° 08′ 49″ E / 42.00022°N,3.147023°E                                                     | bé integrant del patrimoni cultural català |                           | Modifica les dades a Wikidata |
|        | Mas Galló                | Fontanilles | masia            |                                          | 42° 00′ 34″ N, 3° 06′ 27″ E / 42.0093236925439°N,3.10737204852521°E                                     |                                            |                           | Modifica les dades a Wikidata |
|        | Mas Llop                 | Fontanilles | masia            |                                          | 42° 01′ 06″ N, 3° 05′ 37″ E / 42.0182342395734°N,3.09369038952705°E                                     |                                            |                           | Modifica les dades a Wikidata |
|        | Mas Montellar            | Fontanilles | masia            |                                          | 42° 00′ 27″ N, 3° 07′ 02″ E / 42.007496°N,3.117181°E                                                    | bé integrant del patrimoni cultural català |                           | Modifica les dades a Wikidata |
|        | Mas Palou                | Fontanilles | masia            |                                          | 42° 00′ 32″ N, 3° 06′ 10″ E / 42.0088595696609°N,3.10275808396668°E                                     |                                            |                           | Modifica les dades a Wikidata |
|        | Mas Pou                  | Fontanilles | masia            |                                          | 42° 01′ 07″ N, 3° 05′ 39″ E / 42.0187292185904°N,3.09416216844406°E                                     |                                            |                           | Modifica les dades a Wikidata |
|        | Mas Puig Roig            | Fontanilles | masia            |                                          | 42° 01′ 22″ N, 3° 05′ 05″ E / 42.0227894790737°N,3.08483106544801°E                                     |                                            |                           | Modifica les dades a Wikidata |
|        | Mas Veí                  | Fontanilles | masia            | Estil: arquitectura popular 19th century | 42° 02′ 02″ N, 3° 05′ 13″ E / 42.033895°N,3.087015°E ca:Ctra. de Parlavà a Torroella 10 msnm            | bé integrant del patrimoni cultural català | Mas Veí (Fontanilles)     | Modifica les dades a Wikidata |
|        | Mas d'en Xico Cendra     | Fontanilles | masia            |                                          | 42° 01′ 25″ N, 3° 05′ 09″ E / 42.0237073548926°N,3.08590733508448°E                                     |                                            |                           | Modifica les dades a Wikidata |
|        | Mas del Pont de la Blaia | Fontanilles | masia            | Estil: arquitectura popular 19th century | 42° 00′ 36″ N, 3° 07′ 32″ E / 42.010122°N,3.125676°E ca:A prop del km 2 de la carretera GIV-6501 5 msnm | bé integrant del patrimoni cultural català | Mas del Pont de la Blaia  | Modifica les dades a Wikidata |
|        | Torre de Can Cens        | Fontanilles | masia            | Estil: arquitectura popular              | 42° 00′ 42″ N, 3° 06′ 26″ E / 42.011712°N,3.10734°E                                                     | bé integrant del patrimoni cultural català |                           | Modifica les dades a Wikidata |
|        | la Bomba                 | Fontanilles | masia            | Estil: arquitectura popular              | 42° 01′ 18″ N, 3° 04′ 58″ E / 42.021626°N,3.082783°E                                                    | bé integrant del patrimoni cultural català | Mas de la Bomba           | Modifica les dades a Wikidata |
|        | la Peixera               | Fontanilles | masia casa forta | Estil: arquitectura gòtica               | 42° 01′ 23″ N, 3° 05′ 29″ E / 42.023106°N,3.091276°E                                                    | bé integrant del patrimoni cultural català | La Peixera                | Modifica les dades a Wikidata |
|        | mas Vermell              | Fontanilles | masia            | 17th century                             | 42° 00′ 35″ N, 3° 06′ 21″ E / 42.009736°N,3.105864°E ca:C. del Castell 19 msnm                          | bé integrant del patrimoni cultural català | Mas Vermell (Fontanilles) | Modifica les dades a Wikidata |

## muntanya
| imatge | Nom                  | Ubicat a              | instància de | Detalls | coordenades                                                | Protecció | Commons (més fotos)  | Dades a WD                    |
| ------ | -------------------- | --------------------- | ------------ | ------- | ---------------------------------------------------------- | --------- | -------------------- | ----------------------------- |
|        | Muntanya dels Gossos | Fontanilles           | muntanya     |         | 42° 00′ 57″ N, 3° 06′ 29″ E / 42.0157°N,3.10817°E 53 msnm  |           | Muntanya dels Gossos | Modifica les dades a Wikidata |
|        | Puig Vilar           | Fontanilles           | muntanya     |         | 42° 00′ 43″ N, 3° 05′ 52″ E / 42.012°N,3.09764°E 91 msnm   |           | Puig Vilar           | Modifica les dades a Wikidata |
|        | la Creu de l'Estany  | Fontanilles Ullastret | muntanya     |         | 42° 00′ 17″ N, 3° 05′ 52″ E / 42.0046°N,3.0977°E 85.7 msnm |           |                      | Modifica les dades a Wikidata |

## pont
| imatge | Nom                     | Ubicat a                  | instància de | Detalls                                  | coordenades                                                                                                  | Protecció                                  | Commons (més fotos)                     | Dades a WD                    |
| ------ | ----------------------- | ------------------------- | ------------ | ---------------------------------------- | --- | ------------------------------------------ | --------------------------------------- | ----------------------------- |
|        | pont de la Blaia        | Fontanilles               | pont         | Estil: arquitectura popular 19th century | 42° 00′ 35″ N, 3° 07′ 30″ E / 42.009753°N,3.124866°E ca:Al costat del Mas de la Blaia, a l'antic camí 6 msnm | bé integrant del patrimoni cultural català | Pont de la Blaia                        | Modifica les dades a Wikidata |
|        | pont romà de la Roqueta | Fontanilles Serra de Daró | pont         | Estil: arquitectura romana               | 42° 01′ 26″ N, 3° 04′ 42″ E / 42.0238°N,3.0783°E ca:A l'antic camí romà d'Ullastret a Llabià 12 msnm         | bé integrant del patrimoni cultural català | Pont romà (Fontanilles i Serra de Daró) | Modifica les dades a Wikidata |

## Misc
| imatge | Nom                                                     | Ubicat a | instància de      | Detalls                               | coordenades                                                                         | Protecció                                            | Commons (més fotos)                              | Dades a WD                    |
| ------ | ------------------------------------------------------- | --- | ----------------- | ------------------------------------- | ----------------------------------------------------------------------------------- | ---------------------------------------------------- | ------------------------------------------------ | ----------------------------- |
|        | Parc natural del Montgrí, les Illes Medes i el Baix Ter | Torroella de Montgrí Bellcaire d'Empordà Ullà Pals l'Escala Fontanilles Palau-sator Alt Empordà Baix Empordà | àrea protegida    | 2010 Superfície: 6202.68 7819.89537ha | 42° 04′ 28″ N, 3° 09′ 44″ E / 42.074548°N,3.162208°E                                |                                                      | Montgrí, Medes Islands and Baix Ter Natural Park | Modifica les dades a Wikidata |
|        | casa consistorial de Fontanilles                        | Fontanilles                                                                                                  | casa consistorial |                                       | 42° 00′ 36″ N, 3° 06′ 27″ E / 42.0100931°N,3.1075856°E                              |                                                      |                                                  | Modifica les dades a Wikidata |
|        | caseta del Restallador                                  | Fontanilles                                                                                                  | cabana            |                                       | 42° 00′ 02″ N, 3° 08′ 56″ E / 42.0006040741598°N,3.14878615051827°E                 |                                                      |                                                  | Modifica les dades a Wikidata |
|        | castell de Fontanilles                                  | Fontanilles                                                                                                  | castell           |                                       | 42° 00′ 33″ N, 3° 06′ 26″ E / 42.0091°N,3.10729°E 40 msnm                           | bé d'interès cultural bé cultural d'interès nacional |                                                  | Modifica les dades a Wikidata |
|        | rectoria de Llabià                                      | Fontanilles                                                                                                  | rectoria          | Estil: gòtic tardà 17th century       | 42° 01′ 08″ N, 3° 05′ 15″ E / 42.018862°N,3.087544°E ca:C. Major, 3, Llabià 50 msnm | bé integrant del patrimoni cultural català           | Rectoria (Llabià)                                | Modifica les dades a Wikidata |